# Andre Drummond
Andre Jamal Drummond (nascut el 10 d'agost de 1993 a Mount Vernon, Nova York) és un jugador de bàsquet nord-americà que en l'actualitat juga en els Brooklyn Nets de l'NBA. Juga en la posició de pivot, encara que també pot exercir el paper d'aler pivot.